# Mercedes F1 W07 Hybrid
O Mercedes F1 W07 Hybrid é o carro da Mercedes da temporada de 2016 da F1, sendo conduzido por: Lewis Hamilton e Nico Rosberg. Seu lançamento foi realizado no dia 21 de fevereiro, através da internet onde a equipe divulgou as fotos do carro.
A equipe foi confirmado no dia 06 de fevereiro de que o chassi W07 passou no teste de impacto da FIA.
Soberana no ano passado, a Mercedes tem tudo para seguir como a equipe a ser batida nesse ano devido às poucas mudanças do regulamento. O motor do W07 Hybrid segue como ponto forte, e a aerodinâmica também é de excelência, a Mercedes fornecerá motores a Manor, Williams e Force India, e uma diferença grande que os adversários admitem uma demora para alcançar sua performance.
Esse modelo conquistou o título do Mundial de Construtores antecipadamente no Grande Prêmio do Japão e o título do Mundial de Pilotos com Nico Rosberg.

## Pré-Temporada[5]
O piloto três vezes campeão do mundo, Hamilton, disse nunca ter tido uma preparação para o campeonato tão fácil, tão sem problemas. Nunca dispôs de um carro rápido e confiável como este ano. A classificação dele, décimo tempo, bem como a de Rosberg, terceiro, não traduzem o potencial do impressionante modelo W07 Hybrid. O único problema apresentado foi, segundo a equipe, a quebra da transmissão, no último dia de treinos.
O W07 é tão resistente que a Mercedes precisou alterar a programação original da escala de pilotos. Hamilton sinalizou dores no pescoço depois de percorrer 156 voltas já na estreia, mais do equivalente a dois GPs, 132 voltas. Como o carro permitia a seus pilotos quilometragem nunca vista na F1, Hamilton e Rosberg compartilharam o W07 no mesmo dia, um de manhã e outro à tarde. E mesmo assim se aproximavam das 100 voltas cada um.
Como explicar que todos na F1 atribuem a Mercedes o favoritismo no começo da temporada sendo que Hamilton registrou apenas o décimo tempo, a 857 milésimos do mais rápido das duas sessões de quatro dias cada, e Rosberg, o terceiro, a 257 milésimos? O mais veloz foi Kimi Raikkonen, com o modelo SF16-H Ferrari, 1min22s765. Há uma diferença fundamental entre a condição da dupla da Mercedes e a de Raikkonen. Hamilton e Rosberg tinham pneus macios no W07 enquanto o finlandês, ultramacios na Ferrari.

## Desempenho
Soberana nos dois últimos anos, a Mercedes tem tudo para seguir como a equipe a ser batida em 2016 com a manutenção do regulamento. Na pré-temporada, impressionou com enorme confiabilidade, mas preferiu não demonstrar todo o potencial do W07.

## Estatística
| Lewis Hamilton | X              | Nico Rosberg |
| 380            | Pontos         | 385          |
| 10             | Vitórias       | 9            |
| 12             | Pole Positions | 8            |
| 4              | Volta Rápida   | 6            |
| 17             | Pódios         | 16           |
| 2              | Abandonos      | 1            |

## Resultados[6]
(legenda) (em negrito indica pole position e itálico volta mais rápida)